# I. Donald skót király
Domnall (Domnall mac Ailpín, vagy I. Donald), (812 – 862. április 13.) a piktek királya volt 858-tól 862-ig. Testvérét, I. Kennethet követte a trónon.
Egy krónika így írja le: „a külföldi nő féktelen fia”. Rövid uralkodása alatt bevezette az Aed (Aedh) törvényei néven ismert ősi jogrendet, amelyhez hozzátartozott a gael dinasztiák történetéből ismert „taniste” szokás. Eszerint már a király életében megválasztották utódait a címre érdemes legidősebb rokonai közül, gyakran testvérét vagy unokatestvérét, az egyenes ági öröklés helyett. Donald uralkodása alatt unokaöccsét, a későbbi I. Konstantint választották örököséül. Ez a szokás egészen II. Malcolm uralkodásáig fennmaradt.
Donald halálának körülményei tisztázatlanok. Vagy egy csatában vesztette életét Scone mellett, vagy a palotájában halt meg Kinn Belachoirnál. Nőtlenül és gyermektelenül halt meg. Nem tudni, hová temették.

## Lásd még
- A Brit-szigetek uralkodóinak listája
- Skócia uralkodóinak listája